# Martins d'Alvarez
José Martins d’Alvarez (Barbalha, 14 de setembro de 1904 — Fortaleza, 3 de julho de 1993) foi um jornalista, professor, romancista e poeta brasileiro.

## Biografia
Filho de Antônio Martins de Jesus e Antônia Leite Martins. Irmão do escritor e jurista Fran Martins, do escritor Cláudio Martins e do renomado jurista Antônio Martins Filho, fundador e reitor da Universidade Federal do Ceará.
Fez os estudos primários em Barbalha e no Crato, os secundários, no Liceu do Ceará em Fortaleza. Formou-se em Odontologia na Faculdade de Farmácia e Odontologia do Ceará, atual Universidade Federal do Ceará. Transferiu em 1938 sua residência para o Rio de Janeiro. Foi dentista da Saúde Pública de Fortaleza e cirurgião dentista no Rio de Janeiro.
Entrou para o magistério como professor de Educação Sanitária da Escola Normal do Ceará. Ingressou na Faculdade Nacional de Odontologia da Universidade do Brasil, atual Universidade Federal do Rio de Janeiro, alcançando a livre-docência da Cadeira de Clínica Odontológica. Como professor pela Faculdade de Farmácia e Odontologia do Rio de Janeiro, atual Universidade Federal Fluminense, regeu três cadeiras.
Fez concurso para catedrático de Metalurgia e Química Aplicada da Faculdade Fluminense de Medicina, sendo aprovado com distinção. Conquistou a segunda cátedra, na Universidade do Brasil, depois de submeter-se a concurso de nova livre-docência, sendo professor de Metalurgia e Química Aplicada.
No jornalismo, iniciou a carreira na Gazeta Cariry, no Crato, depois colaborou com a imprensa em vários jornais e revistas como O Povo de Fortaleza, na Revista Fon-Fon, Revista Vamos Ler!, Revista Dom Casmurro, A Notícia, Diário, Meio-Dia, do Rio de Janeiro e na Gazeta-Magazine, de São Paulo.
Publicou seu livro de estreia em 1930, Choro Verde (a ronda das horas verdes). Em 1932, Quarta-feira de Cinzas; um ano após, Vitral; quatro anos depois, o romance Morro do Moinho e o livro de poesias O Norte Canta, em 1941. Em 1944 lançou o livro para crianças No Mundo da Lua; verdadeira ciranda poética onde os meninos são sempre alegres e todos os homens bondosos. Mais tarde – 1944 – editou Chama Infinita. O ensaio O Nordeste que o Sul não conhece, em 1953. Ritmos e Legendas foi lançado em 1959. Poesia do cotidiano, 1977. A Morte do Anjo da Guarda, 1979.
Foi reitor pro tempore da Universidade Federal de Goiás (UFG), sendo o segundo reitor dessa universidade. Assumiu a reitoria após a exoneração do reitor Colemar Natal e Silva, acusado de subversão no período do Golpe de Estado no Brasil em 1964.
Sócio Correspondente do Instituto do Ceará. Patrono do Instituto Cultural do Cariri. Foi um dos fundadores da Academia Brasileira de Odontologia, exercendo a presidência entre 1957 a 1959.Foi associado do Rotary Club do Rio de Janeiro e presidente no período 1960-1961. Compôs com Joaquim Cruz Neves o Hino do município do Crato.
Faleceu no Rio de Janeiro(RJ), no dia 3 de julho de 1993.

## Obras publicadas
A Preguiça
A preguiça ficou doente
Com preguiça de comer.
Preguiça não quis remédio
Com preguiça de beber.
Preguiça não sai de casa
Preguiça de levantar!
Preguiça não se espreguiça
Preguiça de esticar.
Preguiça tem tal preguiça
De sarar e de viver,
Que preguiça só não morre
Com preguiça de morrer. 
Martins d’Alvarez
- Choro Verde (versos), Rio de Janeiro, Ed.Moderna, 1930.
- Quarta-feira de cinzas (novela), Fortaleza, Ed.Ramos Pouchain, 1932.
- Vitral (poesias), Fortaleza, Ed.Ramos Pouchain, 1933.
- Morro de moinho (romance), Rio de Janeiro, Ed.lrmãos Pongetti, 1937.[15]
- No mundo da Lua: Poesias para crianças (poesias), Rio de Janeiro, Ed.lrmãos Pongetti (3 edições), 1942.
- O norte canta... (poesias), Rio de Janeiro, Civilização Brasileira, 1947.[16]
- Chama infinita (poesias). Ed.Fortaleza, 1949.
- O Nordeste que o Sul não conhece (prosa), ed.do Rotary Clube de S. Paulo, 1953.[17]
- Ritmos e legendas (poesias escolhidas) Rio de Janeiro, Ed.Pongetti,1954;
- História trágica da anestesia (prosa), Rio de Janeiro, Ed.de Ouro (livro de bolso),1963.
- O medo no século XX (prosa), Rio de Janeiro, Ed.de Ouro(livro de bolso), 1964.
- Roteiro sentimental: geopolítica do Brasil (poesias escolhidas), Ed. Min. da Educação e Cultura, 1967.[18]
- Poesia do cotidiano (poesias), 1977.
- A Morte do Anjo da Guarda (contos), 1979.
- Ficções (contos), 1997.
- Escreveu vários outros livros de trabalhos científicos da sua especialidade.